# Ferenc Machos
Ferenc Machos   (Tatabánya, 30 de juny de 1932 - Budapest, 3 de desembre de 2006) fou un futbolista hongarès de les dècades de 1950 i 1960.
Fou membre de la selecció hongaresa que fou finalista de la Copa del Món de futbol de 1954.
A nivell de club destacà principalment a FC Tatabánya, Budapest Honvéd FC i Vasas SC.